# Eunidia mombasae
Eunidia mombasae là một loài bọ cánh cứng trong họ Cerambycidae.